# Michela Ponza
Michela Ponza (Bozen, 12 februari 1979) is een Italiaanse biatlete. Ze vertegenwoordigde haar vaderland op de Olympische Winterspelen 2002 in Salt Lake City, op de Olympische Winterspelen 2006 in Turijn en op de Olympische Winterspelen 2010 in Vancouver.

## Carrière
Ponza maakte haar wereldbekerdebuut in maart 1998 in Hochfilzen, in december 1998 scoorde de Italiaanse in Osrblie haar eerste wereldbekerpunten. In januari 2000 eindigde ze voor de eerste maal in haar carrière in de top tien van een wereldbekerwedstrijd. In februari 2003 behaalde Ponza in Oslo haar eerste podiumplaats in een wereldbekerwedstrijd. Het seizoen 2007/2008 was het beste seizoen in de carrière van de Italiaanse, ze stond vier keer op het podium en in het algemeen klassement eindigde ze op de tiende plaats.
Ponza nam in haar carrière twaalf keer deel aan de wereldkampioenschappen biatlon. Haar beste prestatie was de zesde plaats op de 7,5 kilometer sprint tijdens de wereldkampioenschappen biatlon 2007 in Antholz, naast deze prestatie eindigde ze nog driemaal in de top tien. Op de wereldkampioenschappen biatlon 2013 in Nové Město veroverde ze samen met Dorothea Wierer, Nicole Gontier en Karin Oberhofer de bronzen medaille op de estafette.
Ponza nam in haar carrière driemaal deel aan de Olympische Winterspelen. Haar beste prestatie was de vijfde plaats op de 10 kilometer achtervolging tijdens de Olympische Winterspelen van 2006 in Turijn.

## Resultaten

### Olympische Winterspelen
| Jaar | Plaats         | Onderdeel   | Onderdeel | Onderdeel     | Onderdeel  | Onderdeel | Onderdeel          |
| Jaar | Plaats         | Individueel | Sprint    | Achtervolging | Massastart | Estafette | Gemengde estafette |
| ---- | -------------- | ----------- | --------- | ------------- | ---------- | --------- | ------------------ |
| 2002 | Salt Lake City | 36e         | 46e       | 38e           |            | 11e       |                    |
| 2006 | Turijn         | 17e         | 13e       | 5e            | 11e        | 12e       |                    |
| 2010 | Vancouver      | 27e         | 42e       | 49e           | –          | 10e       |                    |
| 2014 | Sotsji         | –           | 38e       | 48e           | –          | 6e        | –                  |

### Wereldkampioenschappen
| Jaar | Plaats            | Onderdeel                               | Onderdeel                               | Onderdeel                               | Onderdeel                               | Onderdeel                               | Onderdeel          | Onderdeel |
| Jaar | Plaats            | Individueel                             | Sprint                                  | Achtervolging                           | Massastart                              | Estafette                               | Gemengde estafette |           |
| ---- | ----------------- | --------------------------------------- | --------------------------------------- | --------------------------------------- | --------------------------------------- | --------------------------------------- | ------------------ | --------- |
| 2000 | Oslo Holmenkollen | 23e                                     | 13e                                     | 23e                                     | –                                       | –                                       |                    |           |
| 2001 | Pokljuka          | 38e                                     | 23e                                     | 22e                                     | 30e                                     | 8e                                      |                    |           |
| 2002 | Oslo Holmenkollen | Niet gehouden vanwege Olympische Spelen | Niet gehouden vanwege Olympische Spelen | Niet gehouden vanwege Olympische Spelen | –                                       |                                         |                    |           |
| 2003 | Chanty-Mansiejsk  | 13e                                     | 30e                                     | 29e                                     | –                                       | 12e                                     |                    |           |
| 2004 | Oberhof           | 55e                                     | 64e                                     | –                                       | –                                       | 12e                                     |                    |           |
| 2005 | Hochfilzen        | 14e                                     | 46e                                     | 35e                                     | 14e                                     | 13e                                     | 19e                |           |
| 2007 | Antholz           | 24e                                     | 6e                                      | 8e                                      | 21e                                     | 8e                                      | 6e                 |           |
| 2006 | Pokljuka          | Niet gehouden vanwege Olympische Spelen | Niet gehouden vanwege Olympische Spelen | Niet gehouden vanwege Olympische Spelen | Niet gehouden vanwege Olympische Spelen | Niet gehouden vanwege Olympische Spelen | 12e                |           |
| 2008 | Östersund         | 39e                                     | 13e                                     | 22e                                     | 9e                                      | 10e                                     | 5e                 |           |
| 2009 | Pyeongchang       | 38e                                     | 17e                                     | 13e                                     | –                                       | DNF                                     | 7e                 |           |
| 2010 | Chanty-Mansiejsk  | Niet gehouden vanwege Olympische Spelen | Niet gehouden vanwege Olympische Spelen | Niet gehouden vanwege Olympische Spelen | Niet gehouden vanwege Olympische Spelen | Niet gehouden vanwege Olympische Spelen | –                  |           |
| 2011 | Chanty-Mansiejsk  | 27e                                     | 22e                                     | 14e                                     | 10e                                     | 4e                                      | 5e                 |           |
| 2012 | Ruhpolding        | 9e                                      | 23e                                     | 40e                                     | 28e                                     | –                                       | 9e                 |           |
| 2013 | Nové Město        | 41e                                     | –                                       | –                                       | –                                       | Brons                                   | –                  |           |

### Wereldbeker
Eindklasseringen
| Seizoen   | Algemeen | Individueel | Sprint | Achtervolging | Massastart |
| --------- | -------- | ----------- | ------ | ------------- | ---------- |
| 1998/1999 | 57e      | –           | 36e    | 58e           | –          |
| 1999/2000 | 38e      | 52e         | 30e    | 37e           | –          |
| 2000/2001 | 44e      | –           | 38e    | 46e           | 41e        |
| 2001/2002 | 35e      | 48e         | 29e    | 23e           | 41e        |
| 2002/2003 | 25e      | 18e         | 26e    | 22e           | 29e        |
| 2003/2004 | 20e      | 28e         | 18e    | 17e           | 24e        |
| 2004/2005 | 19e      | 20e         | 25e    | 19e           | 8e         |
| 2005/2006 | 16e      | 36e         | 14e    | 6e            | 18e        |
| 2006/2007 | 30e      | 19e         | 38e    | 31e           | 30e        |
| 2007/2008 | 10e      | 13e         | 14e    | 10e           | 3e         |
| 2008/2009 | 18e      | 24e         | 18e    | 15e           | 23e        |
| 2009/2010 | 52e      | 14e         | –      | 75e           | –          |
| 2010/2011 | 23e      | 28e         | 25e    | 21e           | 23e        |
| 2011/2012 | 20e      | 21e         | 27e    | 23e           | 18e        |
| 2012/2013 | 39e      | 37e         | 55e    | 30e           | 39e        |
| 2013/2014 | 67e      | –           | 68e    | 63e           | –          |